# Чорнолізька сільська рада
| Чорнолізька сільська рада — орган місцевого самоврядування у Тисменицькому районі Івано-Франківської області з адміністративним центром у с. Чорнолізці. Сільській раді підпорядковані населені пункти: - с. Чорнолізці |

## Склад ради
Рада складається з 14 депутатів та голови.

### Керівний склад ради
| ПІБ                         | Основні відомості                                                                | Дата обрання | Дата звільнення |
| --------------------------- | -------------------------------------------------------------------------------- | ------------ | --------------- |
| Фицик Михайло Васильович    | Сільський голова, 1952 року народження, освіта, член Української Народної Партії | 26.03.2006   | 22.06.2008      |
| П'ятничук Григорій Іванович | Сільський голова, 1973 року народження, освіта вища, безпартійний                | 30.11.2008   | 31.10.2010      |
| П'ятничук Григорій Іванович | Сільський голова, 1973 року народження, освіта вища, безпартійний                |              | 11.11.2015      |
| Збіглей Антон Павлович      | Сільський голова, 1987 року народження, освіта вища, член Радикальної Партії     | 11.11.2015   |                 |

Примітка: таблиця складена за даними джерела